# Ptychochromis ernestmagnusi
Ptychochromis ernestmagnusi là một loài cá thuộc họ cichlid. Hiện tại, loài này chỉ được biết đến ở sông Mananara du Nord miền đông bắc Madagascar, nhưng có thể nó phân bố ở phạm vi rộng hơn.